# Merlet dels erms
El merlet dels erms (Pyrgus onopordi) és una espècie de lepidòpter papilionoïdeu de la família dels hespèrids (Hesperiidae) present als Països Catalans.

## Distribució
Present al sud d'Europa, incloent-hi la península Ibèrica, sud-est de França des del departament dels Pirineus Orientals fins als 46°N a la vall del Roine, sud-oest de Suïssa i la península Itàlica, així com al nord-oest d'Àfrica al Marroc i Algèria. A la península Ibèrica està força estesa, tot i que de forma dispersa, mentre que és aparentment absent a Galícia i a la Meseta. A Catalunya es troba de forma dispersa a la meitat occidental del país, des del sud del Pallars Jussà fins als Ports de Tortosa-Beseit. Antigament, concretament a principi del segle xx, també es trobava en algunes localitats de la província de Barcelona, com ara l'entorn del Montseny, però sembla que s'hi ha extingit, ja que recentment només s'han documentat dos exemplars prop de Sallent.

## Descripció
Envergadura alar d'entre 21 i 25 mm. Lleuger dimorfisme sexual en presentar el mascle un plec costal a l'ala anterior i un pinzell de pèls a la tíbia de la pota posterior. Anvers de l'ala anterior amb el fons bru fosc sovint amb pèls grisos a la meitat basal i diverses petites taques blanques, sobretot a la meitat exterior. Anvers de l'ala posterior també de color bru fosc, però amb diverses taques grises poc marcades que formen dues bandes. Ambdues ales tenen les fímbries escaquejades. Revers de l'ala anterior similar a l'anvers, però més clara. Revers de l'ala posterior amb el fons bru palla, les venes clares i diverses taques blanques. La presència d'una taca blanca en forma d'enclusa a la part central del revers de l'ala posterior (espai E4–E5) és característica de l'espècie i la permet distingir d'altres membres del gènere Pyrgus.

## Hàbitat
Llocs oberts i assolellats, com ara prats secs, herbassars amb abundància de flors, petits rierols i barrancs, marges i clarianes d'alzinars i brolles obertes. Rang altitudinal des del nivell del mar fins als 2800 m. L'eruga s'alimenta sobretot de diverses rosàcies i cistàcies, com ara Potentilla o Helianthemum, tot i que de vegades també malvàcies (Malva neglecta), tal com s'ha registrat a Sierra Nevada.

## Període de vol i hibernació
Vola en dues o tres generacions entre abril i principi d'octubre. Hiverna com a eruga.

## Espècies ibèriques similars
- Merlet major (Pyrgus alveus)
- Merlet boreal (Pyrgus andromedae)
- Merlet ruderal (Pyrgus armoricanus)
- Merlet major bessó (Pyrgus bellieri)
- Merlet alpí (Pyrgus cacaliae)
- Merlet reial (Pyrgus carthami)
- Pyrgus cinarae
- Merlet rogenc (Pyrgus cirsii)
- Merlet comú (Pyrgus malvoides)
- Merlet olivaci (Pyrgus serratulae)
- Pyrgus sidae

## Galeria

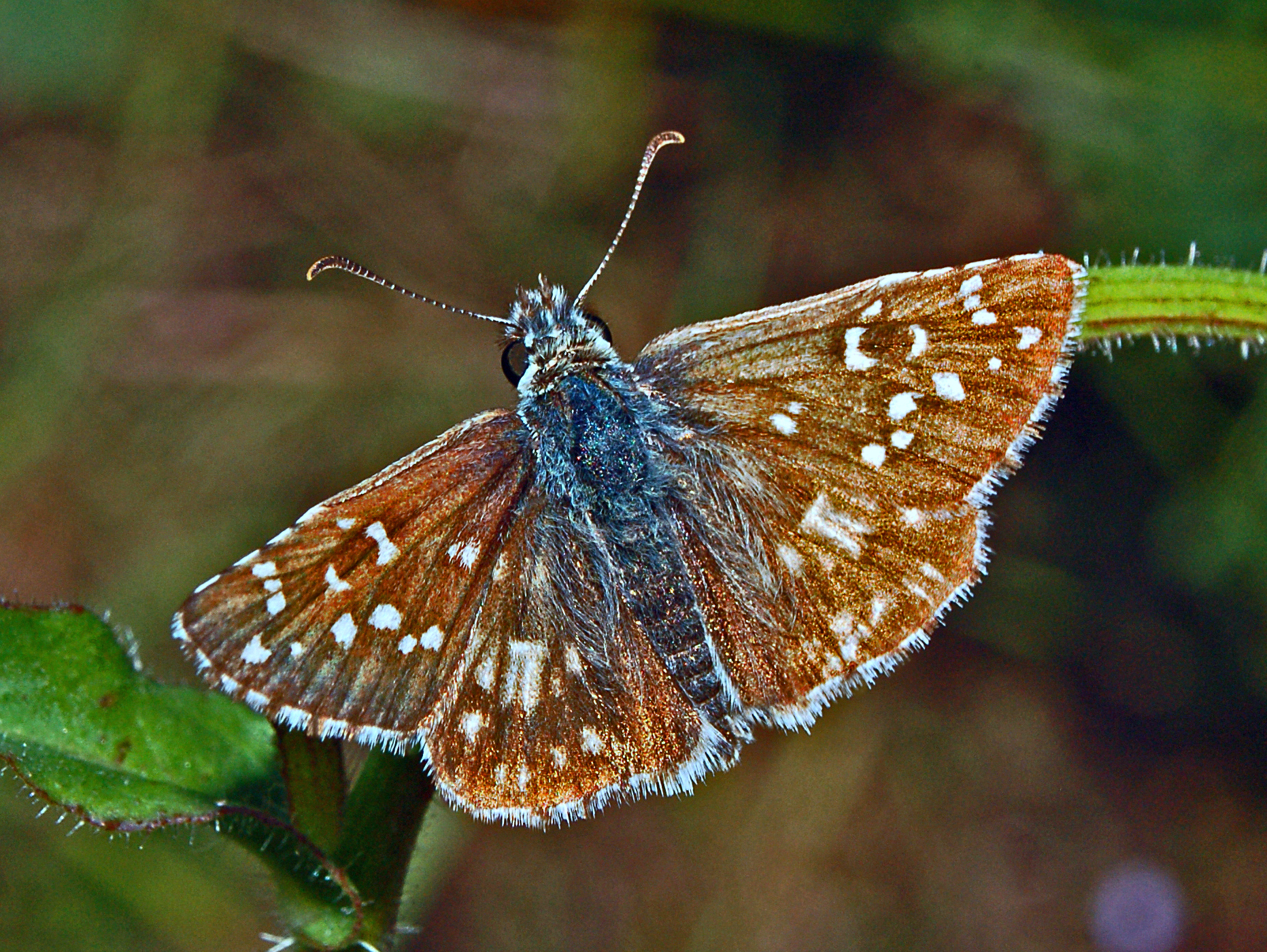
Anvers d'un adult
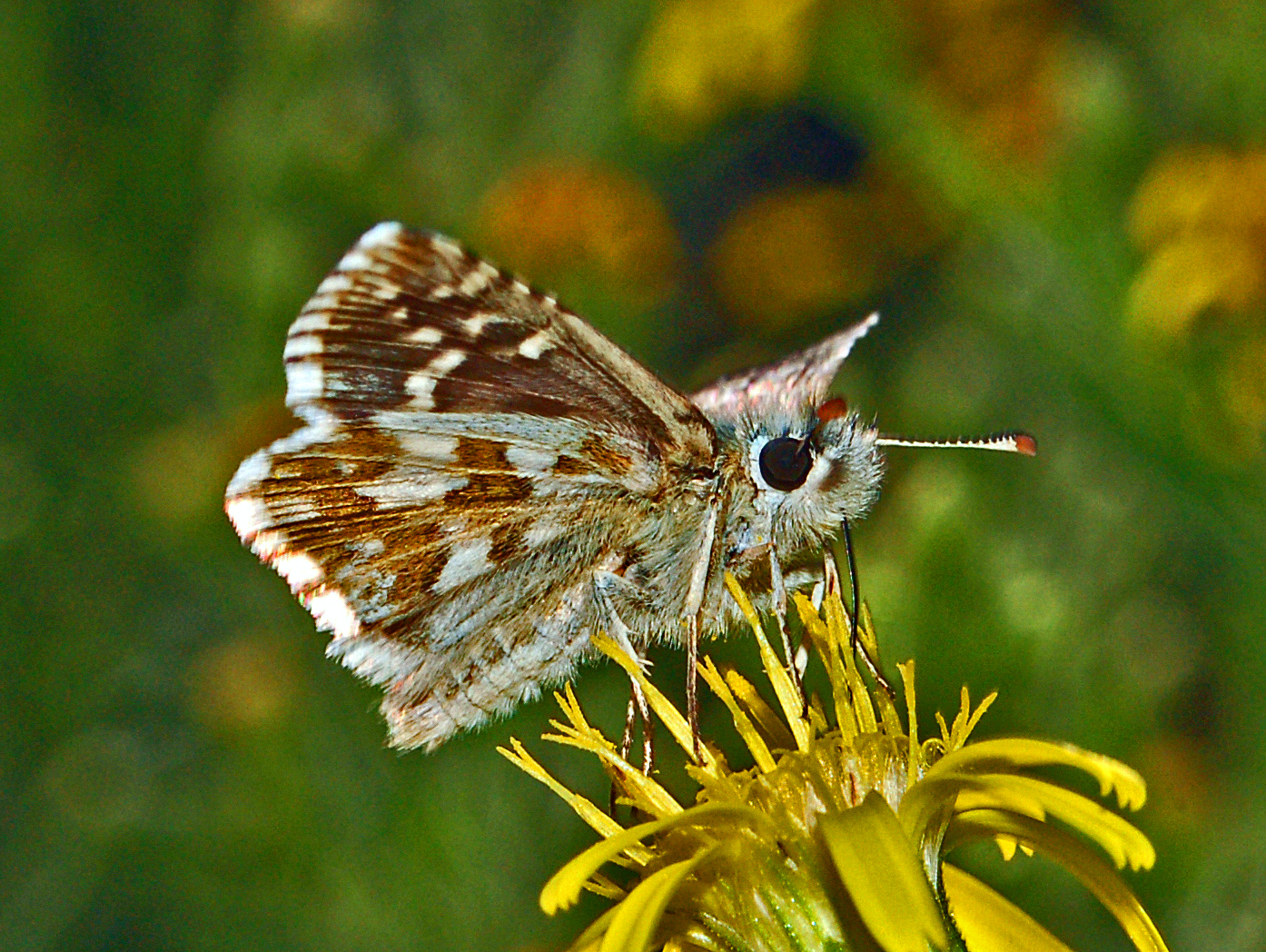
Revers d'un adult